# Meurtre au bridge
L'affaire criminelle « Meurtre au Bridge » concerne le procès de Myrtle Adkins Bennett (née le 20 mars 1895, à Tillar, Arkansas), une femme au foyer de Kansas City, jugée pour l'assassinat de son mari John G. Bennett après une partie de bridge-contrat en septembre 1929.

## Circonstances du meurtre[1]
Myrtle et John ont passé une bonne partie du dimanche 29 septembre 1929 avec leurs voisins de l'étage au-dessus, Charles et Myrna Hofman. Dans la matinée, les maris ont joué au golf au Indian Hills Country Club, puis sont retournés au golf dans l'après-midi avec leurs épouses. Au crépuscule, ils se sont retrouvés à l'appartement des Bennett au 902 Ward Parkway dans le Country Club District de Kansas City. Après avoir pris le dîner ensemble, ils ont décidé de jouer au bridge dans le salon des Bennett, les couples jouant en tant que partenaires, les Hofman contre les Bennett. Après minuit, les Hofman ont commencé à prendre l'avantage, et les Bennett ont commencé à se chamailler. Dans la donne finale, John n'a pas réussi à faire son contrat de quatre pique et Myrtle, frustrée par l'échec, l'a qualifié de « clochard joueur de bridge ». Il s'est levé et l'a giflée au visage à plusieurs reprises, et il a annoncé qu'il allait la quitter. Il a dit qu'il allait passer la nuit dans un motel à Saint Joseph, Missouri. Tandis qu'il emballait son sac, il se déplaçait de pièce en pièce, tout en se moquant de sa femme. Myrtle a dit aux Hofman : « Seul un roquet frapperait une femme devant des invités. »
Après la dispute, John Bennett est allé faire sa valise et a demandé à Myrtle de récupérer l'arme de poing qu'il emportait habituellement sur la route pour sa protection. Myrtle a marché dans le couloir jusqu'à la chambre de sa mère, Alice Adkins. Sanglotant encore, Myrtle a fouillé dans un tiroir avec des draps et a sorti le Colt automatique de calibre 32, elle est entrée dans la « tanière » (coin bureau) du mari où elle a croisé Charles Hofman, et soudain, elle a tiré dans le dos de John à deux reprises dans la salle de bain de l'appartement. John s'est échappé dans le couloir, mais est tombé au sol dans leur salon.

## Le procès
Le procès de Myrtle Bennett, devant le juge Ralph S. Latshaw, a commencé le 23 février 1931 et a duré onze jours. Elle a été défendue par l'avocat James A. Reed (en), un politicien très en vue qui avait été à trois reprises (donc pendant 18 ans) sénateur des États-Unis et qui avait été candidat démocrate à la présidence des États-Unis. Tom Pendergast à Kansas City avait dirigé sa campagne électorale, et c'était le même manager que pour les élections du juge et du procureur du procès Bennett, qui se connaissaient très bien : tous étaient des élus démocrates.
Toutes les femmes de la haute société de Kansas City étaient présentes au procès, beaucoup d'entre elles joueuses de bridge, habillées de leurs fourrures et leurs boas pour entendre l'histoire de Myrtle Bennett et regarder ce que l'on croyait être le procès pénal final de Reed. 
Reed a dramatisé le procès à l'extrême. Il a mis en place plusieurs défenses distinctes pour Myrtle Bennett : accident, folie émotionnelle, auto-défense et aussi auto-défense qualifiée, ce qui voulait dire que trop de force a été utilisée par le défendeur pour repousser une agression. Reed a dit aux jurés que John Bennett avait cherché à prendre le pistolet de sa femme, et qu'ils s'étaient bagarrés pour sa possession, et qu'il avait été abattu de deux balles, une dans le dos et une sous son aisselle gauche, au cours de la bagarre. Reed et son avocat associé, J. Francis O'Sullivan, ont même mimé les tirs à trois reprises devant le jury, avec Reed imitant Myrtle, et O'Sullivan jouant le rôle de John.
Tout au long du procès, le procureur Page s'est opposé à la tactique de Reed, notamment au cours de la déclaration d'ouverture larmoyante de l'avocat de la défense. Voyant Reed et Myrtle Bennett pleurer, Page a cyniquement demandé au juge Latshaw de faire une pause assez longtemps pour donner à « l'avocat de la défense et à son client une chance de terminer leurs pleurs ». Reed a répliqué : « Je souhaiterais avoir le même sang-froid sur le sujet que certains dans cette salle d'audience ».
Au cours du procès, le procureur, James R. Page, a eu des échanges vifs avec le juge, Ralph S. Latshaw ; il s'est mis en colère contre Charles Hofman lorsque son témoignage a différé de celui donné à la police la nuit du meurtre et de celui donné deux semaines plus tard, lors d'une audience préliminaire ; et il s'est également mis en colère contre Myrna Hofman pour ses trous de mémoire. Page et Reed ont souvent eu des discussions privées, ce qui a incité le juge à renvoyer le jury de la salle d'audience à plusieurs reprises.
Le juge a statué contre l'introduction du témoin vedette du procureur, l'un des parents de John Bennett pour vice de procédure. En effet, Page avait voulu surprendre Reed en introduisant Byrd Rice, le neveu de John Bennett, au cours de la réfutation, mais le juge Latshaw a contré le procureur pour avoir omis de placer Rice sur sa liste initiale de témoins, ce qui avait empêché la défense d'entendre le témoignage Rice avant le procès. Latshaw a été catégorique dans son refus de laisser Rice témoigner au procès. Plus tard, Mme Rice a déclaré aux journalistes qu'il avait l'intention de témoigner que sa tante Myrtle Bennett avait traversé avec lui l'appartement six semaines après le meurtre et lui avait raconté comment elle avait poursuivi John à travers les pièces de l'appartement avec un pistolet dans sa main. Elle aurait dit à Rice qu'elle avait tiré sur lui à deux reprises depuis le coin bureau du mari (la tanière), et deux fois de plus dans le salon, la dernière balle le frappant dans le dos alors qu'il avait atteint la porte d'entrée. Mais le jury n'a jamais entendu ce témoignage.
Le 6 mars, après huit heures de délibérations, le verdict du jury a été rendu public : Myrtle Bennett n'était pas coupable d'assassinat. Reed s'était demandé pourquoi les jurés prenaient si longtemps. L'assistant de Page, John Hill, avait alors déclaré: « Il semble qu'une saison de chasse aux maris ait été ouverte ».

## La couverture de presse
L'affaire a attiré l'imagination du public, et a fait l'objet d'attention de la presse par le Journal de New York, pas pour le procès lui-même, mais pour le jeu de bridge. L'affaire a fait sensation dans les médias, et comme un éclair l'engouement du bridge a balayé la Nation américaine. Le Journal a demandé à des experts du bridge, y compris Sidney Lenz (en), de donner un avis sur la donne fatale, quelles mains avaient été jouées, et si un jeu différent, ou des mains alternatives, auraient empêché l'assassinat. Cette spéculation ne correspondait toutefois pas à la vérité. En effet, aucune des personnes présentes dans l'appartement au moment du drame ne s'est rappelé plus tard exactement de la donne.
Ely Culbertson a suivi le procès de près depuis New York. Culbertson a utilisé la tragédie Bennett pour faire un coup de publicité, en expliquant aux femmes que le jeu de bridge était un excellent moyen de désamorcer les tensions conjugales refoulées dans la vie quotidienne. Il a aussi dit que les femmes au foyer pouvaient, à la table de bridge, être les égales de leurs maris. Culbertson a publié des articles sur le meurtre et le procès dans son nouveau 
magazine, The Bridge World. Dans des salles combles, il a analysé la soi-disant « main fatale » , alors même qu'il savait que les détails avaient été fabriqués. Dans des conférences, Culbertson a suggéré que si seulement les Bennett avaient joué le système Culbertson d'enchères, John Bennett, alors âgé de 36 ans, pourrait encore être en vie

## La vie de Myrtle Bennett après le procès
Seulement âgée de 35 ans au moment de son acquittement, Myrtle Bennett a encore vécu pendant 61 ans, et est décédée à l'âge de 96 ans à Miami, en Floride, en janvier 1992. Elle avait déménagé discrètement peu après 
le procès, son nom disparaissant des manchettes. Elle ne se remaria pas, et elle n'a pas eu d'enfants. Après la Seconde Guerre mondiale et durant les années 1950, Myrtle Bennett a travaillé en tant que chef de l'entretien ménager à l'élégant Hôtel Carlyle à New York City, et y a vécu seule dans un appartement. Au Carlyle, elle a développé des amitiés avec des personnes riches et célèbres, y compris les acteurs Mary Pickford et son mari Buddy Rogers, et aussi Henry Ford II.
La veuve Bennett a plus tard parcouru le monde, travaillant pour une chaîne d'hôtels, et jouant au bridge presque jusqu'à la fin de sa vie. Dans une interview avec l'auteur Pomerantz, la cousine de Myrtle Bennett, Carolyn Scruggs de l'Arkansas, a dit Mme Bennett n'a jamais parlé avec elle au sujet du meurtre. Une fois, cependant, Mme Scruggs a dit à Mme Bennett, « Je pense parfois à votre vie —», mais Myrtle Bennett l'a interrompu, et a dit,  « Eh bien, ma chère, ce fut une grande tragédie et une grande erreur ». Scruggs balbutia: « Je suppose que je veux que vous sachiez que je comprends ». Mais Myrtle Bennett a dit : « Non, ma chère, vous ne comprenez pas ».
Au moment de sa mort en 1992, la succession de Myrtle Bennett a été évaluée à plus de 1 million de dollars. En l'absence de descendants directs, elle a laissé l'essentiel de l'argent aux membres de la famille de John Bennett, le mari qu'elle avait tué plus de six décennies auparavant.